# Columbano Bordalo Pinheiro
Columbano Bordalo Pinheiro (Lisbona, 21 novembre 1857 – Lisbona, 6 novembre 1929) è stato un pittore portoghese.

## Biografia
Il pittore Columbano Bordalo Pinheiro - conosciuto più semplicemente come Columbano - era figlio del pittore romantico Manuel Maria Bordalo Pinheiro e aveva un fratello maggiore, Rafael Bordalo Pinheiro, che era noto come grafico.
Maestro del realismo nella pittura portoghese, è famoso per i ritratti (in particolare quello del poeta e filosofo Antero de Quental, fondatore del Partito Socialista Portoghese, ritratti che sono caratterizzati da profonda introspezione psicologica.
Discepolo del pittore Miguel Ângelo Lupi e dello scultore Simões de Almeida, nel 1881 Bordalo Pinheiro - grazie all'interessamento di Elisa Hensler, contessa di Edla e seconda moglie del re Ferdinando II del Portogallo - ottenne una borsa di studio, per un soggiorno di studio in Francia, dove poté ammirare opere di pittori impressionisti e realisti, tra cui Gustave Courbet, Édouard Manet e Edgar Degas.
Fece parte del Grupo do Leão (Gruppo dei Leoni), che comprendeva artisti, scrittori ed intellettuali che si ritrovavano a Lisbona, nel ristorante Leão de Our (Il Leone d'oro). Nel gruppo erano c'erano i pittori Antonio Carvalho da Silva Porto, João Marques de Oliveira e José Malhoa.
Ha dipinto i ritratti di personalità del tempo, come il giornalista e diplomatico José Maria Eça de Queirós, il filosofo, poeta e politico Teófilo Braga e il giornalista Raul Brandão.
Alla nascita della prima repubblica portoghese, nel 1911, disegnò la bandiera ed ebbe la carica di direttore del Museo dell'arte moderna di Lisbona (Museo Nazionale di Arte Contemporanea del Chiado – MNAC), dal 1914 al 1927.
Sue opere sono conservate anche al Museu Nacional Soares dos Reis, di Porto. Nella mostra, organizzata al museo nazionale di arte contemporanea del Chiado - dal 2 dicembre 2010 al 27 marzo 2011 - per celebrare il primo centenario della Repubblica portoghese, erano presenti anche opere di Columbano Bordalo Pinheiro.

## Galleria d'immagini

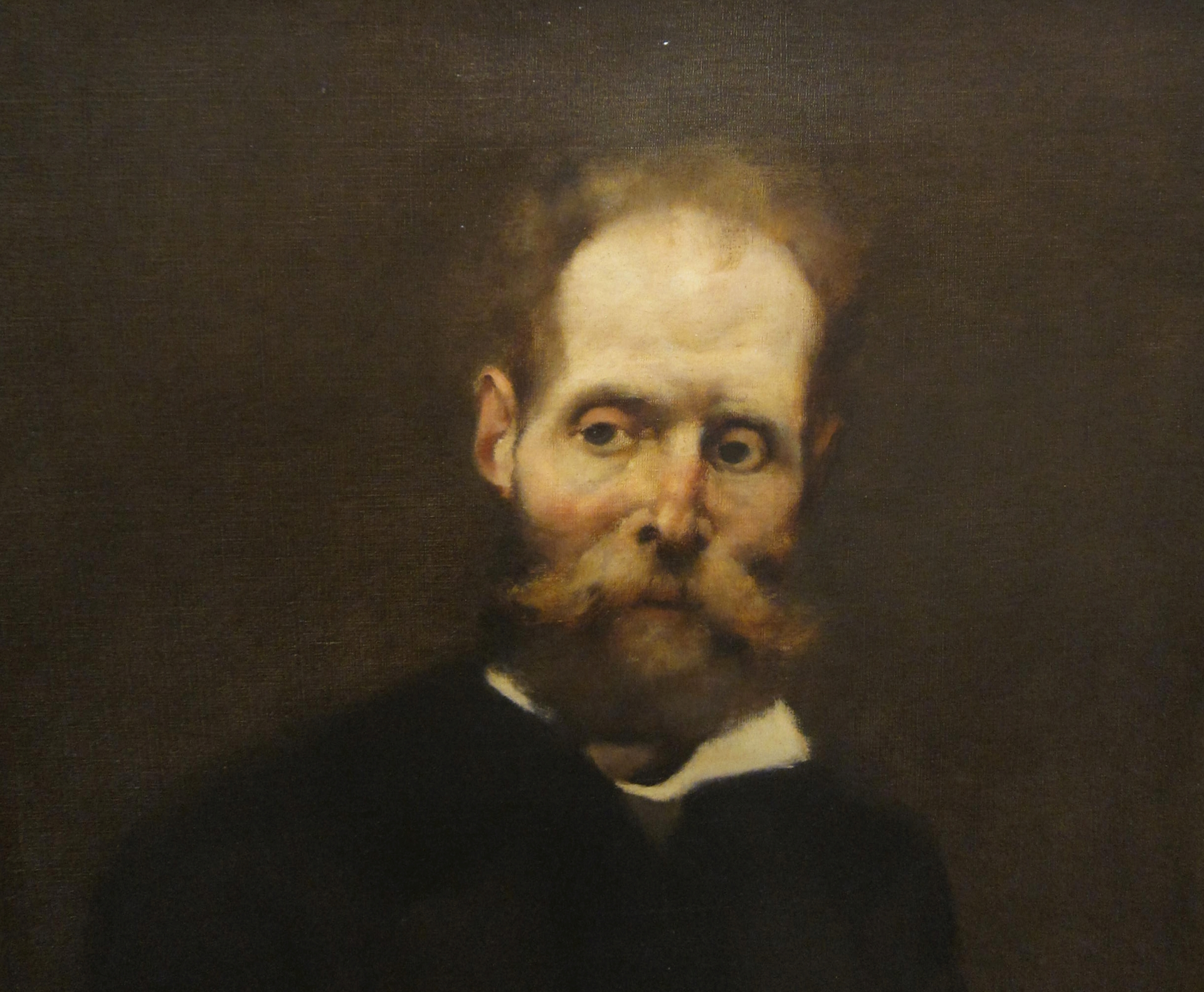
Ritratto di Antero de Quental, 1889
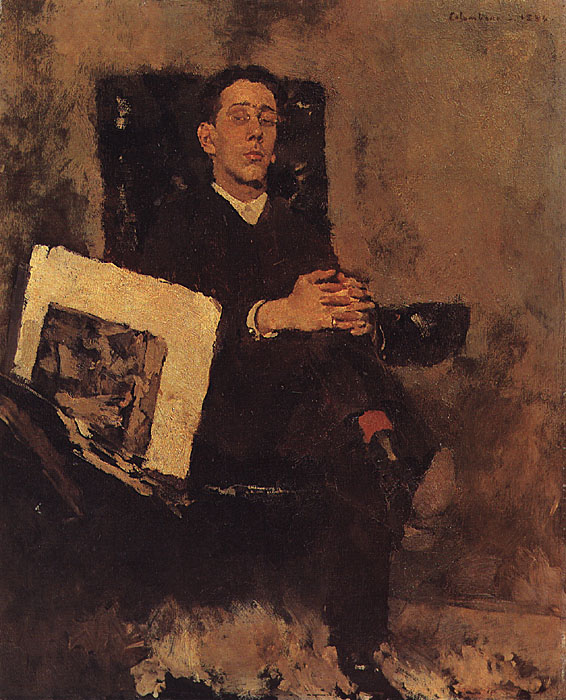
Manuel Gustavo Bordalo Pinheiro, 1884
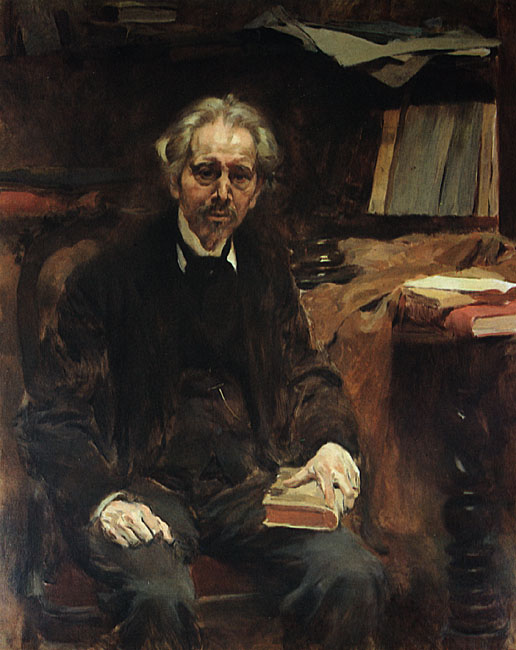
Teófilo Braga, 1917
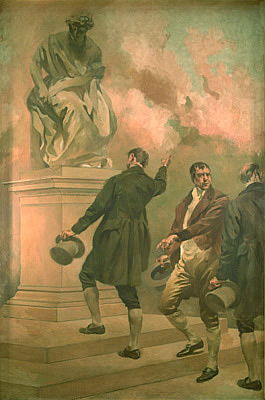
Pannello allegorico
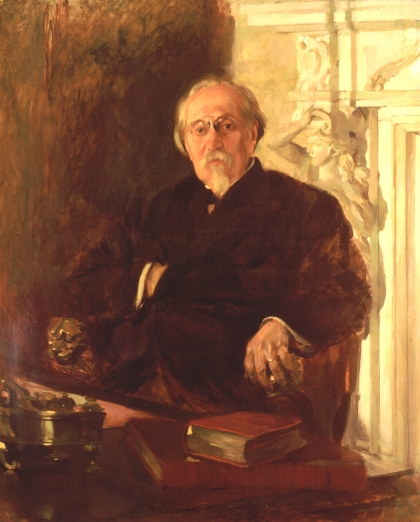
Manuel de Arriaga, circa 1912